# Alexis Weissenberg
Alexis Sigismund Weissenberg, búlgar: Алексис Сигизмунд Вайсенберг, (Sofia, 26 de juliol de 1929 - Lugano, 8 de gener de 2012) fou un pianista búlgar d'origen jueu.

## Biografia
Alexis Weissenberg va néixer en una família jueva, a Sofia, el 1929. Va començar els seus estudis de piano a l'edat de tres anys amb Pantxo Vladiguèrov. Als vuit anys va donar el seu primer concert i va començar una carrera a Turquia, Egipte, Palestina i Sud-àfrica. El 1946 i 1947 va estudiar a Nova York a la Juilliard School amb Olga Samaroff, i on va rebre també consells d'Artur Schnabel i Wanda Landowska.
El 1947 va guanyar el prestigiós Concurs Internacional Leventritt, i va fer el seu debut al Carnegie Hall amb l'Orquestra Filharmònica de Nova York dirigida per George Szell i l'Orquestra de Filadèlfia sota la direcció de Eugene Ormandy. La seva carrera internacional li portà a Amèrica Central, Amèrica del Sud, Israel, Àfrica, als Estats Units i a Europa (París, Viena, Madrid, Milà).
Després d'alguns anys allunyat dels principals escenaris internacionals, va fer un molt notable retorn a París el 1966, i més tard a Nova York amb l'Orquestra Filharmònica; el mateix any va interpretar el Primer Concert de Txaikovski a Berlín sota la direcció d'Herbert von Karajan, que va dir d'ell que era "un dels millors pianistes del nostre temps".
Weissenberg va ser convidat per les orquestres més prestigioses del món i va tocat amb els més grans directors: William Steinberg, George Szell, Sergiu Celibidache, Eugene Ormandy, Victor de Sabata, Lorin Maazel, Claudio Abbado, Ataulfo Argenta, Stanislaw Skrowaczewski, Seiji Ozawa, Leonard Bernstein, Georges Prêtre, Herbert von Karajan, Carlo Maria Giulini, Georg Solti.
Alexis Weissenberg va desenvolupar també tasques de professor, donant classes magistrals arreu del món. Va fundar Piano Master Class Alexis Weissenberg a Engelberg (Suïssa), on va fer classes a molts pianistes de la nova generació, com Kirill Gerstein, Simon Mulligan, Nazzareno Carusi, Cedric Tiberghien, Ido Bar Shai, François Weigel. Va compondre el 1979 una comèdia musical, Nostalgie (nostàlgia), estrenada al Teatre de l'Estat de Darmstadt (Staatstheater Darmstadt) el 17 d'octubre de 1992, així com música per a piano.
Alexis Weissenberg, afectat per la malaltia del Parkinson, morí el diumenge 8 gener de 2012 a la seva casa de Lugano.

## Discografia (selecció)
- Caixa de 10CD 'Icon': Concerts per piano de Brahms (1), Chopin (1 i 2), Mozart (9 i 21), Txaikovski (1), Rakhmàninov (2 & 3), Prokófiev (3), Ravel; altres obres concertants o per piano solo de Bach, Beethoven, Chopin, Debussy, Franck, Gershwin, Liszt, Mússorgski, Schumann, Skriabin, Séverac... (EMI Classics, llançament 23 de gener de 2012)
- Beethoven: Concerts per piano (EMI Classics)
- Beethoven: Sonates per piano "Patètica", "Clar de Lluna", "Appassionata" (EMI Classics)
- Txaikovski: Concert per piano i orquestra n°1, Orquestra de París, Herbert von Karajan, 1970 (EMI Classics))
- Chopin: Obres per piano i orquestra (EMI)
- Debussy: Obres per piano, (Deutsche Grammophon)
- Prokófiev: Concert per piano n.3 (Seiji Ozawa, Orquestra de París)
- Rakhmàninov: Sonates per piano n.1 i 2, (Deutsche Grammophon)
- Rakhmàninov: Integral dels preludis, (RCA Gold Seal)
- Rakhmàninov: Concert per piano n.2 (Herbert von Karajan, Orquestra Filharmònica de Berlín)
- Rakhmàninov: Concert per piano n.3 (Leonard Bernstein, Orquestra Nacional de França)
- Rakhmàninov: Concert per piano n.3 (Georges Prêtre, Orquestra Simfònica de Chicago)
- Ravel: Concert per piano (Seiji Ozawa, Orquestra de París)
- Brahms: Sonates per violí i piano n.1 a 3, amb Anne Sophie Mutter (EMI Classics)
- Brahms: Concert per piano n.1, Orquestra Simfònica de Londres, Carlo Maria Giulini (EMI Classics)
- Schumann: "Escenes d'Infància" ("Kinderszenen") Opus 15 (EMI - Toshiba)
- J.S. Bach: Partites 1,2,3,5,6 (EMI - Toshiba)
- J.S. Bach: Variacions Goldberg (1967) (EMI França)
- J.S. Bach: Variacions Goldberg (1982) (EMI)
- J.S. Bach: Partites 1 - 6 ; "Obertura francesa", "Concert italià" (EMI)
- J.S. Bach: Partites 4 & 6 ; "Concert italià" (DG Universal) (últim CD d'Alexis Weissenberg)
- "Weissenberg - Petrushka" DVD, Abril 2008, amb "Petruixka" d'Ígor Stravinski; "largo" de la sonata per piano n.3 Opus 58 de Frédéric Chopin, J.S.Bach "Jesus bleibet meine Freude" (arranjament Myra Hess); Skriabin: "Estudi per la mà esquerra", S. Prokóviev: Sonata per piano n.3; Concert per piano n.2 de Johannes Brahms (amb Georges Prêtre) i altres.